# Arròs del Delta de l'Ebre

Logotip de la DOP

L'arròs del Delta de l'Ebre és un arròs qualificat amb Denominació d'Origen Protegida pel Departament d'Agricultura, Ramaderia i Pesca de la Generalitat de Catalunya. I a més, ratificat amb Denominació Específica pel Ministeri d'agricultura, Pesca i Alimentació i reconeguda per la CE.
Les terres regades a la desembocadura de l'Ebre que formen un delta amb característiques pròpies i diferents d'altres zones arrosseres, li confereixen una qualitat especial als arrosos cultivats en elles.
La zona de producció la configuren principalment els termes municipals de Deltebre i Sant Jaume i part dels de l'Aldea, Ampolla, Amposta, Camarles i Sant Carles de la Ràpita.

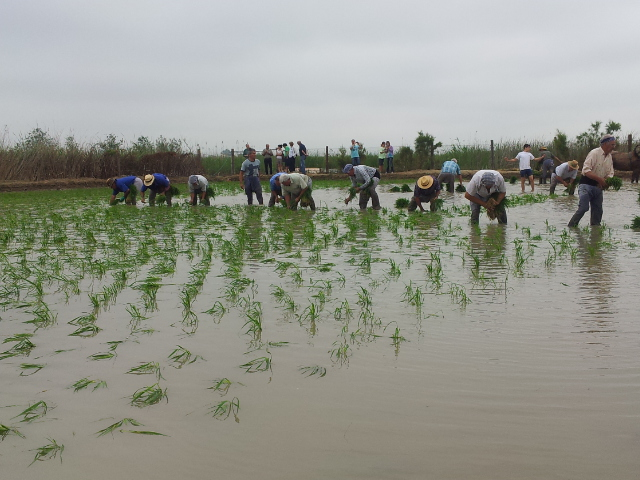
Arrossars del Delta de l'Ebre. Festa de la plantada.

La Denominació d'Origen Protegida de l'arròs del Delta de l'Ebre segueix un exhaustiu procés de qualitat, des de la selecció de les llavors que se sembren als arrossars fins al seu envasat. La Cambra Arrossera del Montsià, situada al marge dret de l'Ebre (a Amposta) i Arrossaires del Delta de l'Ebre, situat al marge esquerre, són actualment les dues úniques entitats certificadores.
L'arròs que pot comercialitzar-se amb aquesta denominació és el procedent de diverses varietats, la principal de les quals és el bahia. La resta de varietats són: Tebre, Sénia, Fonsa, Bomba i Montsianell.
Es presenta exclusivament a la categoria extra (etiqueta vermella). Es pot envasar en caixa de cartró o bossa de plàstic, amb un pes net de 0'5, 1, 2 i 5 kg. L'arròs es comercialitza amb el seu distintiu i amb la marca Q.